# Comuna Boianeț, Jovkva
Boianeț (în ucraineană Боянець) este o comună în raionul Jovkva, regiunea Liov, Ucraina, formată din satele Boianeț (reședința), Lisove, Pidrika și Verînî.

## Demografie
Componența lingvistică a comunei Boianeț
     Ucraineană (99,77%)
     Alte limbi (0,24%)
Conform recensământului din 2001, majoritatea populației comunei Boianeț era vorbitoare de ucraineană (99,77%), existând în minoritate și vorbitori de alte limbi.